# Campeonato Sul-Americano de Futebol de Salão de 1992
O Campeonato Sul-Americano de Futebol de Salão de 1992 foi a 11ª edição do Campeonato Sul-Americano de Futebol de Salão entre seleções nacionais, organizado pela Confederação Sul-Americana de Futebol de Salão e PANAFUTSAL. Todos os jogos foram disputados na cidade de Colônia, Argentina. 
O Paraguai sagrou-se campeão batendo a Argentina na final.

## Premiação
| Campeonato Sul-Americano de Futebol de Salão de 1992 |
| ---------------------------------------------------- |
| Paraguai 2º Título                                   |